# Batalha da Ponte 14
A Batalha da Ponte 14 foi travada em 14 de dezembro de 1975, em Angola, durante a Guerra Civil Angolana (1975–2002). A batalha é pouco conhecida fora da África do Sul, embora tenha representado uma grande derrota das forças comunistas em Angola – o MPLA e os cubanos – às mãos das tropas sul-africanas. Isto deve-se em parte ao facto dos únicos relatos detalhados publicados desta operação terem sido escritos em africâner e nenhum ter sido ainda traduzido. Durante esta batalha, muitos soldados sul-africanos ganharam a Honoris Crux (Cruz de Honra), a mais alta condecoração da SADF.
Em 1975, os sul-africanos viram-se directamente envolvidos nos combates angolanos e, no âmbito da Operação Savana, as suas tropas e as da UNITA infligiram uma derrota esmagadora na Ponte 14 aos cubanos e às forças do governo angolano, embora claramente superiores em número e equipamento; notavelmente os carros de combate T-54. Quatro sul-africanos perderam a vida durante esta batalha contra mais de 400 perdas do lado adversário. Além disso, os vencedores apreenderam uma grande quantidade de material de guerra abandonado pelos vencidos durante a sua retirada.

## Contexto
Desde a independência, Angola mergulhou numa guerra civil que opõe principalmente o Movimento Popular de Libertação de Angola (MPLA), responsável pelo governo, por um lado, e os movimentos rebeldes da União Nacional para a Independência Total de Angola (UNITA) e a Frente Nacional de Libertação de Angola (FNLA), por outro lado. O MPLA, de orientação marxista, beneficiou do apoio político, económico e militar dos países do Bloco de Leste e beneficiou no terreno do apoio directo de uma força expedicionária cubana, cuja ajuda foi inestimável para travar uma ofensiva da FNLA sobre Luanda, durante a Batalha de Quifangondo.
A UNITA, pró-Ocidente, foi apoiada, mais ou menos oficialmente dependendo do ano, pelos Estados Unidos, e apoiada militarmente, no início do conflito e até ao fim do regime do apartheid, pela África do Sul, então em guerra na Namíbia com os combatentes da SWAPO, politicamente próximos do MPLA, e que lutavam pela independência do seu país e encontraram refúgio em Angola.

## A batalha

### Primeiros confrontos

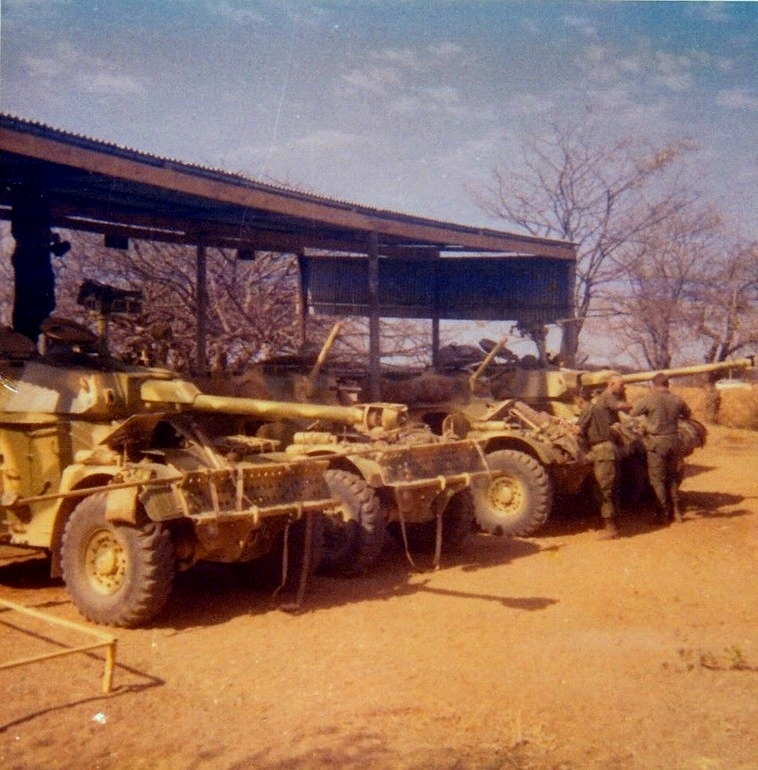
Carros blindados Eland sul-africanos em uma área de preparação pouco antes da Operação Savana.

A Ponte 14 localizava-se sobre o rio Nhia, na estrada de Cela para Quibala. Em novembro, o grupo de batalha Foxbat (em inglês:  Battle Group Foxbat) derrotou uma força do MPLA, que recuou para esta ponte e depois a explodiu. O avanço das forças sul-africanas ao longo da única estrada pavimentada que conduz à Quibala foi interrompido no rio Nhia. Devido às fortes chuvas na região e ao terreno pantanoso, a ponte era o único meio de passagem para veículos pesados. Na altura da batalha, os sul-africanos e a UNITA já se encontravam em retirada de Angola.
O Coronel Swart, comandante da Task Force Zulu, quis saber o que o inimigo estava a fazer na ponte e por isso o Comandante Breytenbach enviou o Sargento Danny Roxo, um veterano português, com um pelotão de infantaria e alguns carros blindados para a zona da ponte para realizar reconhecimento. Pouco depois, a força principal ouviu sons de batalha, incluindo tiros de morteiros. Ao longe, os dois carros blindados foram observados voltando em direção à força principal a toda velocidade, seguidos de perto pela explosão de morteiros. Breytenbach ordenou que os carros voltassem para ajudar Roxo e a infantaria, mas os comandantes recusaram, dizendo que a barragem era muito pesada. Então a infantaria apareceu na estrada e poucos minutos depois Roxo e seus homens entraram nos carros blindados e retornaram às posições da força principal. Roxo relata que a ponte desabou e imediatamente menciona que soldados inimigos foram mortos durante o reconhecimento.
Mais tarde, Breytenbach ouviu a história completa de dois prisioneiros fugitivos que ouviram os cubanos discutindo o encontro com Roxo com alguma surpresa. Ao avançar para verificar a ponte, Roxo viu um cubano do outro lado e atirou nele. Roxo começou a recuar e outras tropas inimigas saíram do seu abrigo e começaram a atirar nele. Ele respondeu atirando da cintura, matando onze inimigos, incluindo quatro cubanos. Posteriormente, recebeu a Honoris Crux por este encontro.
A coragem excepcional de Roxo é evidenciada pela maneira como morreu alguns meses depois. Enquanto patrulhava perto do rio Okavango, seu Wolf atingiu uma mina terrestre e foi tombado, matando um homem e esmagando Roxo embaixo dele. O resto da tripulação tentou libertá-lo, mas ele era muito pesado. Breytenbach escreveu:

Danny Roxo, fiel à sua natureza destemida, decidiu tirar o melhor proveito, acendendo um cigarro e fumando-o calmamente até terminar, depois morreu, ainda preso sob o Wolf. Ele não reclamou nenhuma vez, nem soltou um único gemido ou lamento, embora a dor devesse ter sido insuportável. Assim morreu o Sargento Danny Roxo, um homem que se tornou uma lenda nas forças de segurança portuguesas em Moçambique, e que rapidamente se tornou outra nas forças especiais sul-africanas.— Jan Breytenbach, They Live by the Sword, pp. 105

### Duelos de artilharia

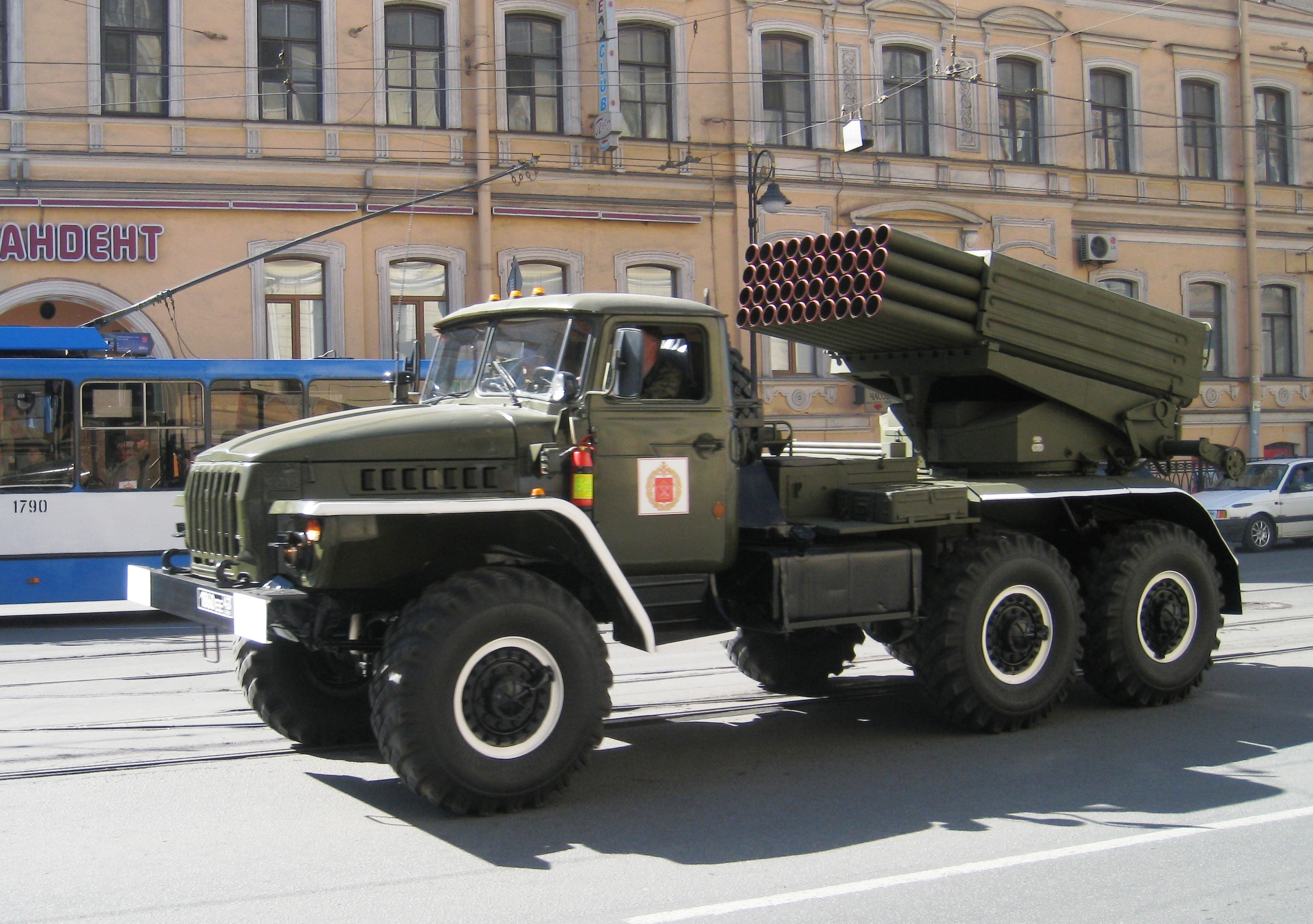
BM-21 Grad "Katyusha", chamado pelos sul-africanos de "Rooi Oog".

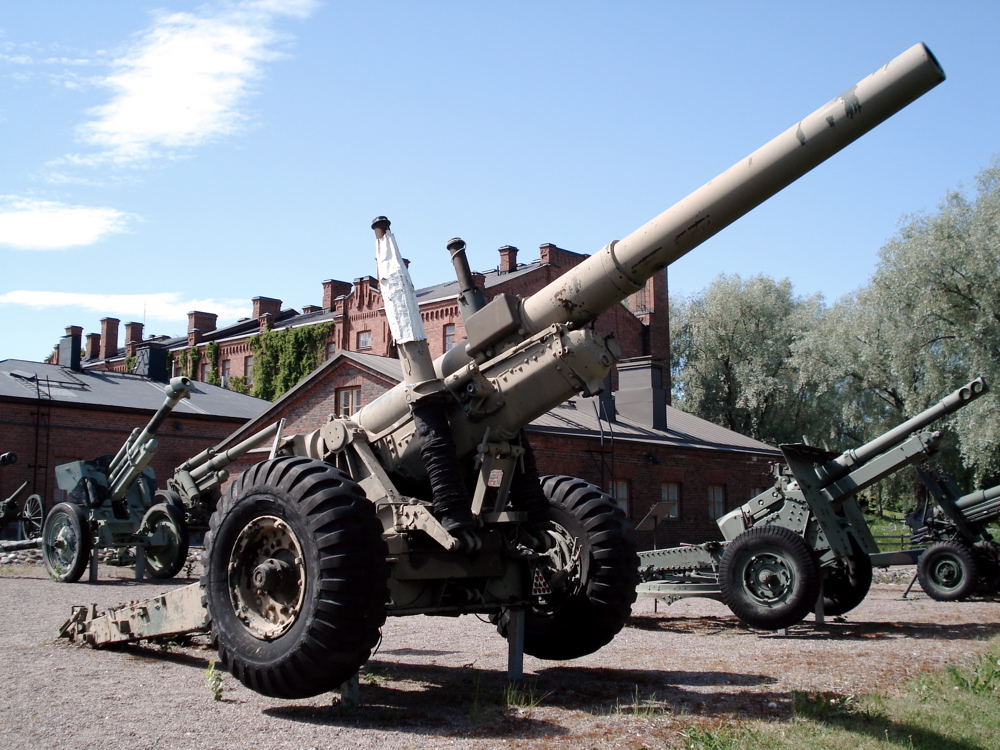
Obuseiro Ordnance BL de 5,5 polegadas (140mm).

O avanço do Foxbat em direcção à Quibala foi agora também detido no rio Nhia por uma poderosa força de artilharia, que incluía vários lançadores múltiplos de foguetes, e uma força combinada de infantaria cubana e das FAPLA. Era portanto necessário não só restaurar a ponte – o seu único meio de passagem – mas ao mesmo tempo eliminar uma força inimiga superior. Os observadores foram enviados para uma colina próxima chamada Top Hat (Cartola) e montaram um posto de observação (PO) de onde podiam ver a ponte. Eles também foram capazes de observar o inimigo estabelecendo posições de morteiros em um kraal próximo e desencadeando fogo de artilharia sul-africana, que rapidamente eliminou a posição. Os observadores também conseguiram atirar diretamente contra um carro blindado e um foguete Red Eye, ambos destruídos.
Mais tarde, deste ponto de vista, os sul-africanos puderam observar as FAPLA e as tropas cubanas a vadear no rio perto do local da ponte. Mais uma vez eles desencadearam fogo de artilharia, criando o caos entre o inimigo surpreso, os obuses explodindo continuamente matando muitos deles. Dois helicópteros das FAPLA foram enviados para fazer buscas na encosta à procura do PO, que o inimigo já sabia que devia estar nesta zona, mas que não foi descoberto. O observador, Cabo Andre Diederichs, permaneceu lá quase uma semana antes de retornar às linhas sul-africanas. Diederichs era membro do comando de reconhecimento de elite, o Recce, mas tinha pouca experiência como observador de artilharia e teve que ser treinado no local por rádio no procedimento correto.

Anverso e reverso da medalha Honoris Crux sul-africana de 1975.

Reforços chegaram para a força cubana/FAPLA durante a primeira semana de dezembro e estabeleceram um quartel-general e um depósito de munições logo ao norte do rio. Uma patrulha do 1º Comando de Reconhecimento (em inglês:  1 Recce Commando) tentou chegar ao local a pé, mas não conseguiu atravessar o rio, agora inundado pelas fortes chuvas. Duas noites depois, em 7 de dezembro, pousaram de helicóptero no lado norte, mas logo após cruzarem um kraal foram avistados pelo inimigo e alvejados por metralhadoras. O Sargento Frederick Wannenburg, seu comandante, não conseguiu responder ao fogo de sua posição, então moveu-se de abrigo em abrigo, atirando continuamente. Finalmente pego entre dois tiros, ele foi ferido no estômago e em vários outros lugares. O Sargento-mor Johannes Conradie assumiu então o comando, reagrupou os homens e enviou um grupo de flanco que se aproximou do inimigo e, embora sob fogo pesado de perto, obrigou-os a recuar. Quando um helicóptero pôde ser chamado para evacuar a patrulha, Wannenburg já estava morto. Ele e Conradie receberam a Honoris Crux.
Em 9 de dezembro, o inimigo retirou-se para posições mais distantes do rio e abandonou as suas tentativas de manter a ponte, em grande parte devido ao fogo de artilharia sul-africano devastadoramente preciso. As tropas restantes do grupo de batalha sul-africano avançaram para assumir posições perto do lado sul da ponte. Em 10 de dezembro, os engenheiros começaram a reconstruir a ponte, usando toras de Bluegum do mato próximo, mas o inimigo logo começou a concentrar o fogo na área da ponte. Dois dos engenheiros sul-africanos foram mortos durante o intenso bombardeio e todos os esforços para reparar a ponte foram temporariamente abandonados.
Eles foram até o rio e, como um homem havia ficado ferido, o Tenente Heyns nadou até o rio três vezes durante a noite para buscar ajuda e suprimentos médicos. O soldado ficou gravemente ferido, entretanto, e eventualmente um médico cruzou o rio caudaloso usando uma corda e foi guiado através do pântano até a patrulha. Vários Reeces acompanharam-no e, quando as FAPLA começaram a disparar contra eles, afastaram o inimigo da patrulha isolada. O Tenente Heyns e o médico carregaram o homem ferido de volta em uma maca, protegendo-se cada vez que eram alvejados. Um helicóptero evacuou então o homem ferido para Cela, onde morreu naquela noite.
Em 11 de dezembro, os bombardeios da artilharia sul-africana contra posições inimigas tornaram a área segura o suficiente para que os engenheiros continuassem seus esforços para reparar a ponte, embora os foguetes Red Eye continuassem a pousar nas proximidades. Os observadores que puderam ver as salvas sendo disparadas à distância avisaram rapidamente os homens, que então se protegeram até que as explosões terminassem e eles pudessem continuar seu trabalho. Na tarde de 11 de dezembro, o comandante da Força-Tarefa Zulu, o Coronel Blackie Swart, visitou as posições do Foxbat e os dois comandantes de unidade realizaram um rápido reconhecimento das posições inimigas. Swart enfatizou que era imperativo que suas forças voltassem a se mover, e Kruys concordou em tentar concluir o trabalho de travessia naquela noite ou no dia seguinte.

### O ataque blindado sul-africano

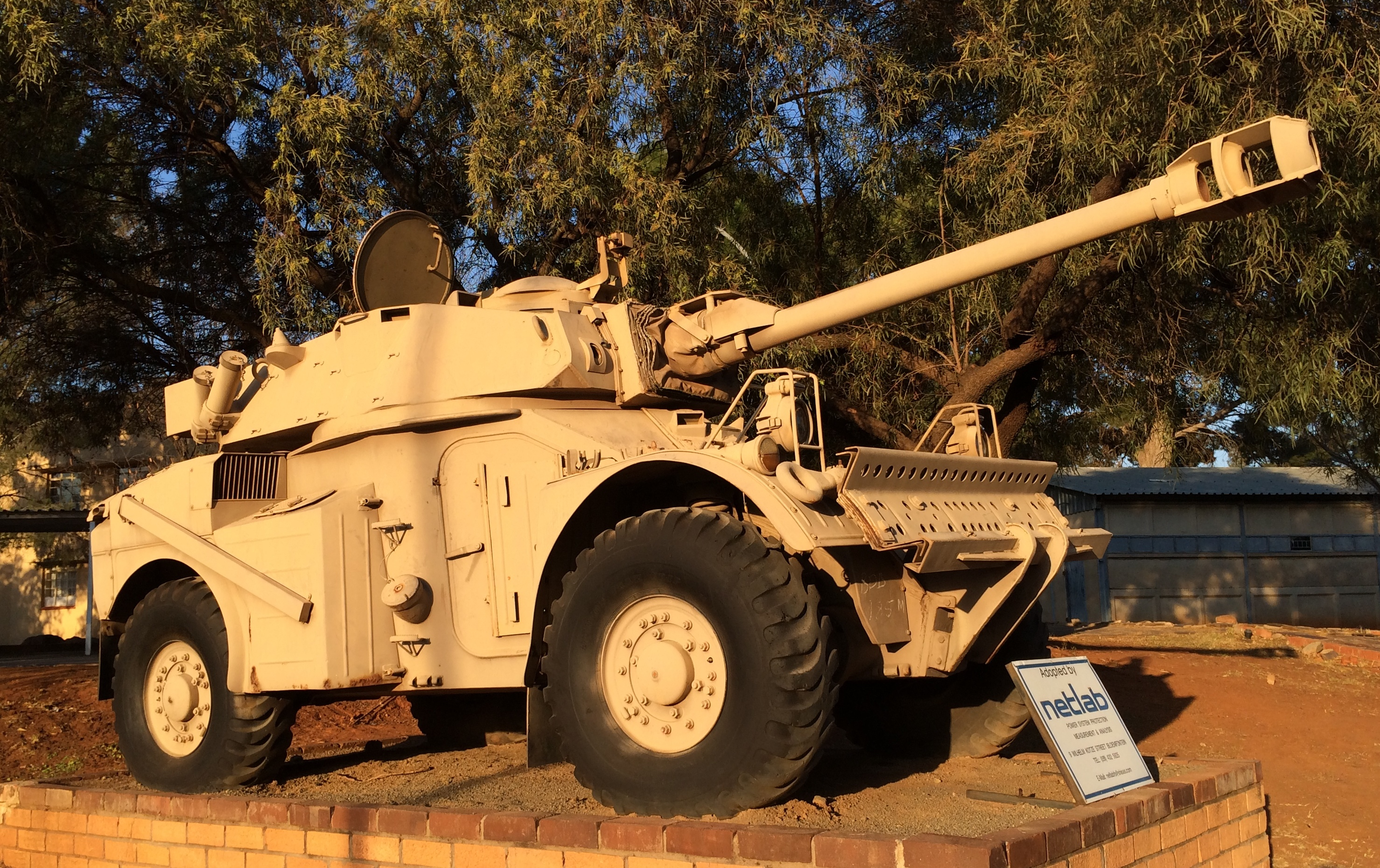
Eland-90 Mk7 preservado em Bloemfontein, na África do Sul.

Os sapadores suaram para deixar a ponte pronta a tempo e, às primeiras luzes do dia 12 de dezembro, a artilharia sul-africana preparava-se para um esforço supremo. A manhã estava nublada e a artilharia atrasou o início do bombardeio até que os alvos inimigos se tornassem visíveis aos observadores. O ataque de infantaria e carros blindados ocorreria em três fases:
1. Um ataque central pelos carros blindados Eland e uma companhia de infantaria para empurrar o inimigo de volta para a Ponte 15, perto de Cassamba.
2. Um ataque de uma companhia de infantaria para tomar o kraal.
3. Uma companhia de infantaria ataca as posições montanhosas para tomar as alturas e depois se unir aos veículos blindados da fase 1.

Contra eles estava um batalhão de mais de 1.000 soldados de infantaria, muitos deles soldados cubanos. Mais atrás estavam as armas antitanque, notadamente os mísseis 9M14 Malyutka (também conhecidos como Sagger), usados para cobrir a rota ao longo da qual o Foxbat avançaria. Em sua segunda linha de defesa, as FAPLA contavam com vários morteiros de 120mm tripulados por cubanos, canhões de 75mm e uma bateria completa de canhões antiaéreos de 14,7mm, bem como vários lançadores múltiplos de foguetes de 122mm. Os lançadores múltiplos de foguetes BM-21 de fabricação russa, conhecidos como Órgãos de Stalin ou Katyusha e decisivos em Quifangondo, foram apelidados pelos soldados sul-africanos em africâner como "Rooi Oog".
A maioria das posições inimigas foram cuidadosamente identificadas nos dias anteriores pelos observadores e quando os sul-africanos começaram com a barragem de artilharia mais pesada da batalha, o inimigo foi apanhado de surpresa. Alguns camiões de munições das FAPLA foram atingidos e explodiram. As posições da artilharia inimiga foram atingidas e destruídas, os morteiros cubanos foram atingidos diretamente, matando a maioria das tripulações, e em poucas horas a artilharia sul-africana dominou o campo de batalha. Às 7h00, começou a fase 1 do ataque, seguida quase imediatamente pela fase 2.

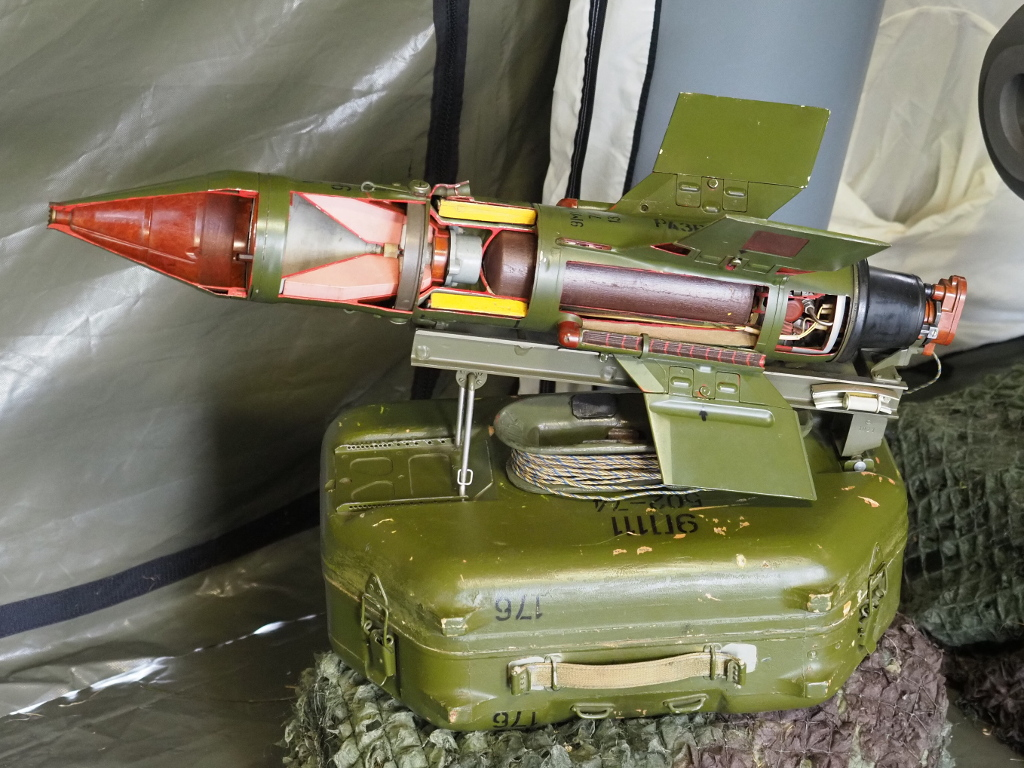
9M14 Malyutka, também conhecido como Sagger.

Os carros blindados Eland cruzaram a ponte e após avançarem cerca de 500 metros encontraram-se de frente para o inimigo, disparando continuamente. Os carros se posicionaram a 100 metros das laterais da estrada, confundindo as equipes inimigas de Sagger que estavam posicionadas para atirar na estrada. A infantaria inimiga começou a recuar e um dos carros blindados surpreendeu uma posição de morteiro, destruindo seis morteiros com um de seus projéteis de 90mm. Quando ficaram sem munição, mais três Elands foram enviados para substituí-los. O 2º Tenente van Vuuren, comandando a segunda unidade, passou pelo primeiro grupo e recebeu um aviso de que tanques cubanos se aproximavam pelo norte.
O fogo da artilharia inimiga ainda explodia em torno dos carros quando um caminhão russo em retirada cheio de tropas cubanas parou atrás dos Elands. A princípio, van Vuuren pensou que fossem suas próprias tropas em um veículo capturado (muitos foram usados pelos sul-africanos), mas uma rápida mensagem de rádio confirmou que deviam ser inimigos. Os ocupantes do caminhão aparentemente também ficaram confusos. Eles não atiraram, mas tentaram passar pelos Elands, usando as luzes de alerta do caminhão para sinalizar sua intenção. Van Vuuren esperou para ultrapassar seu Eland e então lançou um projétil de 90mm na traseira do caminhão, matando todos os 20 ocupantes cubanos.
Os carros blindados seguiram então em direção a uma fazenda, onde outros 20 cubanos estavam do lado de fora, aparentemente em conferência. Van Vuuren também estava com falta de munição para os Elands e ordenou que seus comandantes fechassem as escotilhas. Os cubanos enxamearam os Elands e começaram a atirar. Van Vuuren respondeu ao fogo com uma pistola, disparando através de uma escotilha de torre e matando onze cubanos enquanto tentavam escalar nos carros blindados. Posteriormente, descobriu-se que os cubanos fumavam maconha na casa da fazenda, o que explica o ataque imprudente aos Elands.
Os carros blindados avançaram tão rapidamente que a infantaria não conseguiu acompanhar. A fase 2 do ataque prosseguiu conforme planejado, com pouca resistência oferecida no kraal, que foi abandonado pelo inimigo depois que projéteis de artilharia sul-africana começaram a cair sobre ele. Eles deixaram para trás suas armas pesadas e munições. A fase 3 foi adiada depois do comandante da infantaria da UNITA ter sido levemente ferido e os seus homens se terem recusado a continuar sem o apoio de carros blindados. O seu ataque foi, portanto, retomado e completado pelas tropas da fase 2. O grupo de batalha Foxbat não parou, como inicialmente planeado, em Cassamba, mas continuou a combater e a avançar até chegar à Ponte 15. O inimigo lutou muito para manter a posse da área, mas seus blindados recuaram depois que um de seus veículos blindados foi atingido por tiros de artilharia.
Ao meio-dia, o ataque terminou e as tropas começaram a consolidar as suas posições. Por volta das 13h começou a chover forte e os movimentos das tropas foram severamente prejudicados, embora os engenheiros continuassem a trabalhar na ponte. A área entre as colinas e Almeida estava agora segura e patrulhas de tropas sul-africanas e carros blindados começaram a limpar a área dos restantes bolsões de tropas inimigas. A estrada para Quibala estava agora aberta e os sul-africanos avançaram cerca de 6 quilómetros a norte de Almeida, embora as áreas minadas e o bombardeamento por foguetes Red Eye tenham retardado o avanço da Força-Tarefa Zulu.

## Consequências

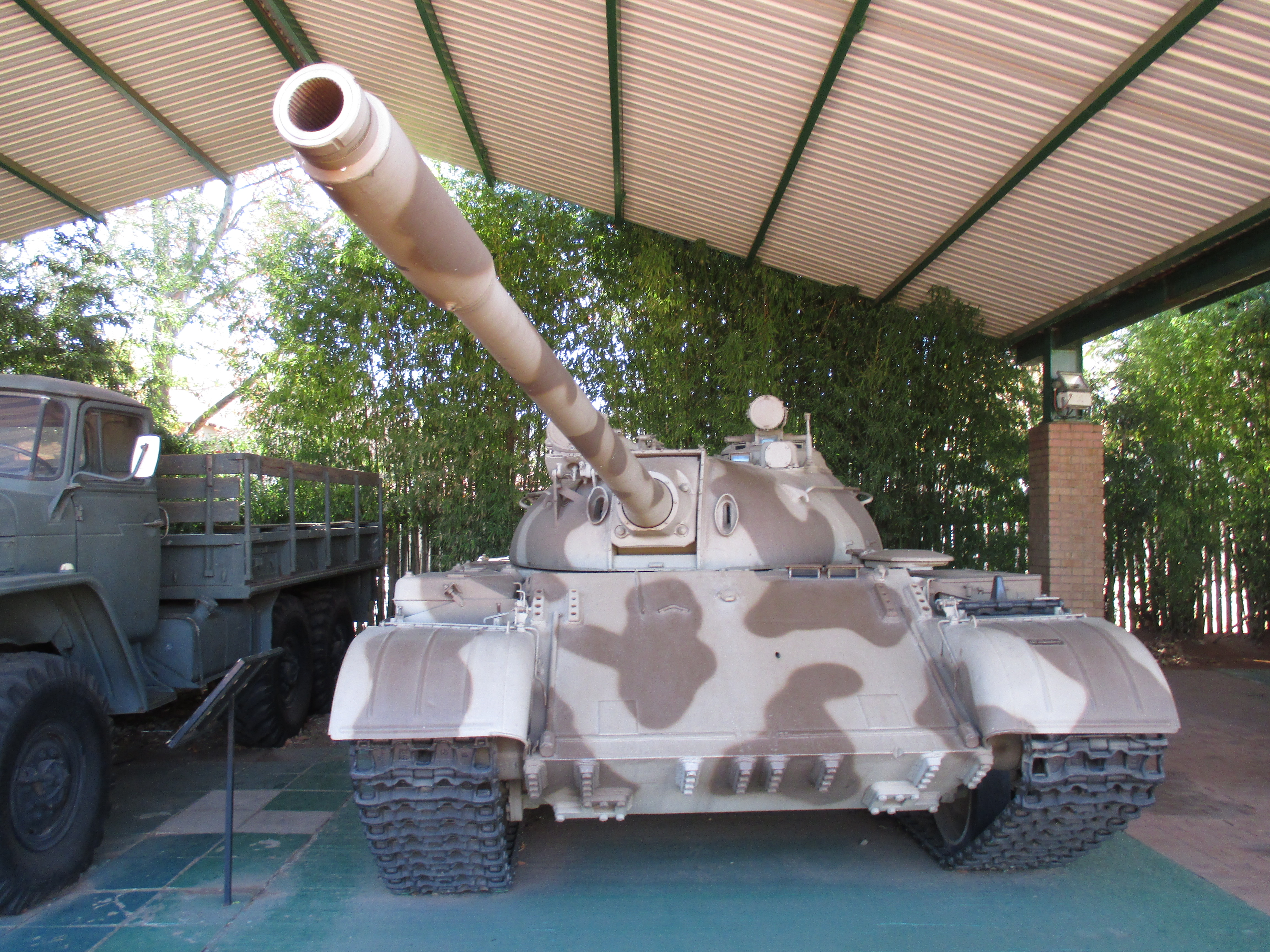
Carro de combate principal T-54/55 capturado pela SADF nos anos subsequentes e exposto no museu militar de Joanesburgo.

Quando a notícia do ataque bem-sucedido do Grupo de Batalha Foxbat foi recebida no QG, os oficiais do estado-maior ficaram surpresos. Face à decisão da África do Sul de se retirar de Angola, foi enviada uma mensagem a Cela cancelando a operação de captura da Ponte 14, mas só chegou ao Coronel Swart depois da batalha já ter ocorrido. A vitória na Ponte 14 foi tão completa que o comandante do Foxbat, o Brigadeiro George Kruys, teve que impedir que os comandantes de seus veículos blindados continuassem a perseguir o inimigo em retirada, uma ordem que eles aceitaram com alguma relutância. Kruys sabia que suas forças eram pequenas demais para transformar a retirada em derrota total.
Durante a batalha, os sul-africanos perderam quatro homens. Os cubanos e o MPLA perderam mais de 400 homens, embora o número exacto fosse difícil de determinar porque, como informou mais tarde a BBC, camiões cheios de cadáveres saíam constantemente da área em direcção ao norte. Entre os cubanos mortos estava o comandante da Força Expedicionária Cubana, o Comandante Raúl Díaz Argüelles. Embora os sul-africanos tivessem decidido retirar-se de Angola em janeiro, o Tenente-General Magnus Malan foi para a frente em 15 de dezembro e disse a todos os comandantes que embora não recebessem reforços adicionais, deveriam capturar e manter o máximo de território possível com as tropas disponíveis.
Para os sul-africanos, a batalha pela Ponte 14 foi uma operação altamente bem-sucedida e provou que a velocidade, a surpresa e um ataque agressivo podem inclinar a balança a favor de uma força numericamente mais fraca e dotada com menos armas pesadas. A precisão da artilharia sul-africana desempenhou um papel fundamental na captura da ponte e permitiu que a Zulu e o Foxbat continuassem avançando para o norte. O inimigo cometeu o grave erro de utilizar posições permanentes para a sua própria artilharia, movendo os seus canhões de um lugar para outro em intervalos regulares, em vez de encontrar novas posições como fizeram os sul-africanos. Os observadores foram capazes de registar todas as suas localizações como alvos e simplesmente esperar que a artilharia inimiga chegasse a cada local antes de disparar contra eles.